# Ahmed Iljazovski
Ahmed Iljazovski (Hellerup, 31 de julio de 1997) es un futbolista danés, nacionalizado macedonio, que juega en la demarcación de lateral derecho para el Hvidovre IF de la Primera División de Dinamarca.

## Selección nacional
Hizo su debut con la selección de fútbol de Macedonia del Norte el 9 de septiembre de 2023 en un partido de clasificación para la Eurocopa 2024 contra Italia que finalizó con un resultado de empate a uno tras el gol de Ciro Immobile para Italia, y de Enis Bardi para Macedonia del Norte.

## Clubes
| Club               | País      | Año       | Partidos | Goles |
| ------------------ | --------- | --------- | -------- | ----- |
| Herlev IF (cedido) | Dinamarca | 2016      | 5        | 0     |
| Hellerup IK        | Dinamarca | 2016-2018 | 53       | 0     |
| Brønshøj Boldklub  | Dinamarca | 2018-2019 | 14       | 0     |
| Skovshoved IF      | Dinamarca | 2019-2020 | 23       | 0     |
| Hvidovre IF        | Dinamarca | 2020-     | 129      | 5     |